# Elihu Katz
Pour les articles homonymes, voir Katz.
Elihu Katz, né le 21 mai 1926 à New York et mort le 31 décembre 2021 à Jérusalem, est un sociologue américain ainsi qu'un penseur et un analyste des phénomènes médiatiques. On lui doit, en particulier, la réhabilitation de Gabriel Tarde.

## Biographie
Katz fait toutes ses études à l'Université Columbia (licence, 1948 ; master, 1950 ; Ph.D., 1956). Il y reçoit un enseignement venant de grands sociologues européens, émigrés aux États-Unis et est fortement influencé par Paul Lazarsfeld, émigré autrichien, qui devient son mentor.
En 1955, il coécrit avec Paul Lazarsfeld un livre qui a une grande influence dans l'histoire de la pensée du phénomène médiatique, Influence personnelle, où est proposée une analyse croisée des médias de masse et de la communication interpersonnelle, et où l'influence des médias dans la vie quotidienne est relativisée. Le livre devient un classique de la sociologie des médias. Katz est l'un des principaux investigateurs du courant des usages et gratifications.
Professeur à l'Université de Chicago, Katz accepte également, dans les années soixante, un poste à l'université hébraïque de Jérusalem, où il fonde un Institut des communications, et où il a versé une partie de ses archives. De 1987 à 1996, il est directeur de l'Institut de recherche sociale appliquée à Jérusalem.
Katz est aussi un homme de télévision. En 1967, à la demande du Premier ministre israélien Levi Eshkol, il est nommé à la tête de l'équipe fondatrice de la télévision israélienne. Dans les années 1970, il est consultant pour la BBC.
En 1992, il est nommé professeur à la Annenberg School for Communication de l’Université de Pennsylvanie, dont il prend retraite en 2014.
En 1966, Katz étudie la diffusion des innovations médicales (avec James Coleman et Herbert Menzel), ainsi que, en 1969, la diffusion de la fluoration dans les villes américaines (avec Robert L. Crain et Donald Rosenthal).
Katz est proche de Gabriel Tarde, quand il conceptualise l'espace public comme un espace d’interaction entre les médias, la conversation, l’opinion et l’action. En 2014, il écrit (avec Christopher Ali et Joohan Kim) le livre Echoes of Gabriel Tarde:  What We Know Better or Different 100 Years Later.
En 2018, il est élu professeur émérite de communication et de sociologie à l'Université de Pennsylvanie.
À partir des années 1970, il entame, avec Daniel Dayan, un travail d'analyse du traitement des événements historiques par les médias. Leur travail prend dix ans pour voir son achèvement, avec la publication de Media Events en 1992.
Katz est l'auteur de plus d'une douzaine d'ouvrages.

## Publications
- 1955 : Personal influence: The part played by people in the flow of mass communications avec Paul Lazarsfeld
  - Influence personnelle : Ce que les gens font des médias  traduit de l'anglais et postfacé par Daniel Cefaï, avant-propos d'Éric Maigret, préface d'Elihu Katz, Armand Colin/INA, « Médiacultures », 416 p., 2008
- 1992 : Media events: The live broadcasting of history avec Daniel Dayan, Harvard University Press

## Distinctions
- 2018, doctorat honoris causa, University of Pennsylvania
- 2013, doctorat honoris causa, Northwestern University[5]
- 2010, doctorat honoris causa, Université du Québec à Montréal[6]
- 2010, doctorat honoris causa, Université de Bucarest[7]
- 2007, doctorat honoris causa, Université Sapienza de Rome[7]
- 2000, doctorat honoris causa, Université de Haïfa[7],[8]
- 2000, doctorat honoris causa, Université de Paris II (« Panthéon-Assas »)[9]
- 1990, doctorat honoris causa, Université de Montréal[7]
- 1989, doctorat honoris causa, Université de Gand[7]

- 2009. Prix William-F.-Ogburn pour l'ensemble de la carrière, de la Section sur les technologies de la communication et de l'information de l'Association américaine de sociologie[7]
- 2005. Prix Marshall-Sklare, Association pour l'étude scientifique du judaïsme[7]
- 1993. Prix Murray-Edelman pour l'ensemble de la carrière, Section de communication politique, Association américaine de science politique[7]
- 1992. Prix Helen-Dinerman, Association mondiale de recherche sur l'opinion publique[7]
- 1989 : Prix Israël pour les sciences sociales[10]
- 1988. Prix Friedrich-Albert-Lange de la Société allemande pour l'étude des loisirs[7]
- 1987. Prix McLuhan–Téléglobe Canada[7]
- 1977. In medias res, Prix international pour la recherche en communication, Allemagne[7]